# Gary Barber
Gary Barber (Joanesburgo, 1 de janeiro de 1957) é um produtor cinematográfico sul-africano.

## Carreira
Em 1989, Barber conheceu James G. Robinson e fez as produções de Morgan Creek Productions. Ficou conhecido por produzir filmes de sucesso como Robin Hood: O Príncipe dos Ladrões (Robin Hood: Prince of Thieves) (1991) e Ace Ventura: Detective Animal (Ace Ventura: Pet Detective) (1994).
Em 1998, Barber conheceu Roger Birnbaum e juntos fundaram o estúdio de maior sucesso, a Spyglass Entertainment. Ficou conhecido por produzir filmes de sucesso como Bruce, o Todo-Poderoso (Bruce Almighty) (2003) e Procurado (Wanted) (2008).
Atualmente, Barber e Birnbaum são os executivos do estúdio Metro-Goldwyn-Mayer, uma produtora de filmes de grande sucesso.